# 阿布米那
阿布米那（阿拉伯语：‎），又译作阿布米奈，是埃及的一座基督教圣城，位于亚历山大港西南部约45公里。1979年列入联合国教科文组织世界遗产名录，登录名称为阿布米那基督教遗址。由于区域农业用水的影响，地下水位一直在下降，生态环境到了崩溃的边缘，2001年列入濒危世界遗产名录。

## 世界文化遗产

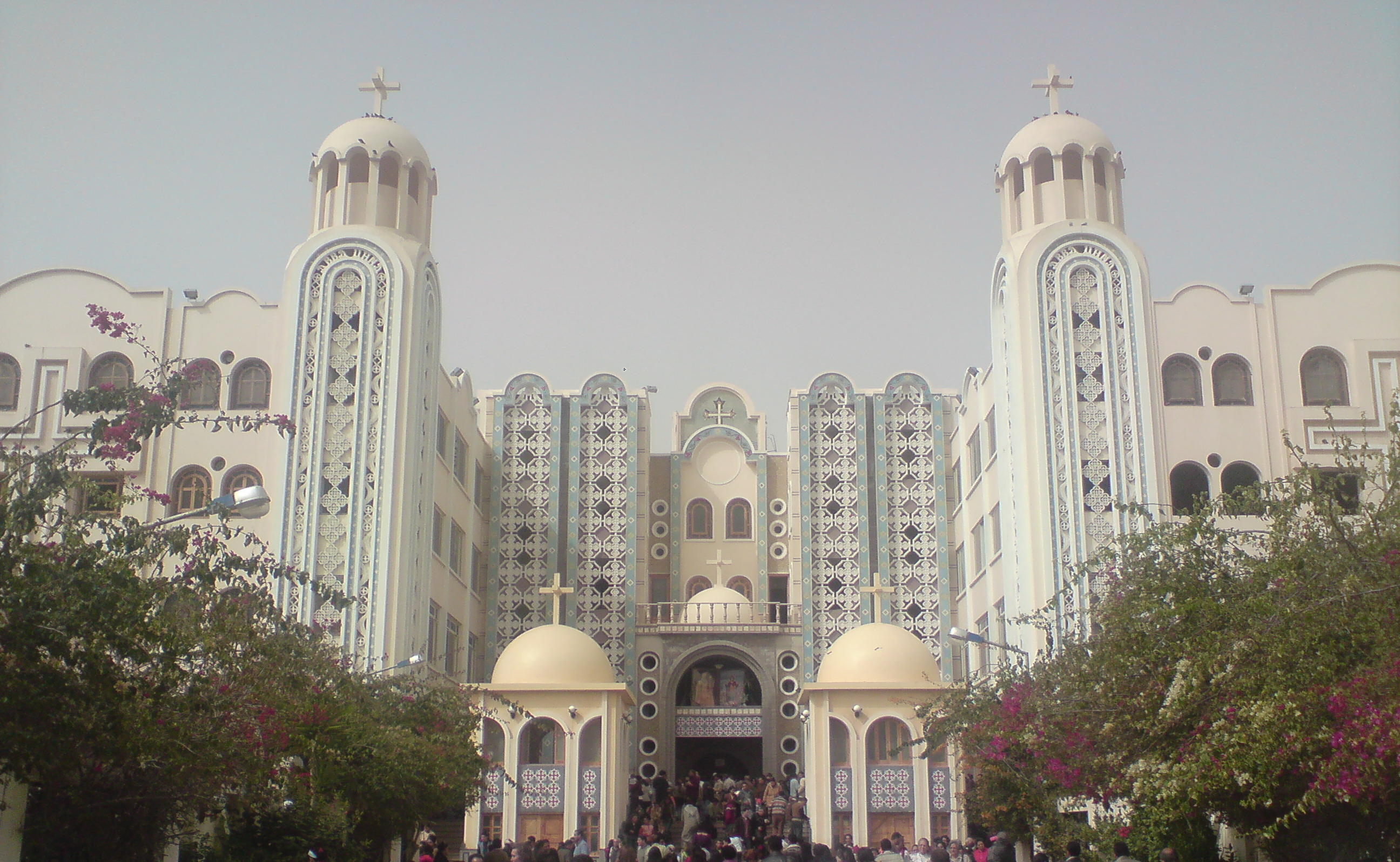
阿布米那基督教修道院

该世界遗产被认为满足世界遺產登錄基準中的以下基準而予以登錄：
- （iv）关于呈现人类历史重要阶段的建筑类型，或者建筑及技术的组合，或者景观上的卓越典范。